# Noszenie niemowlęcia

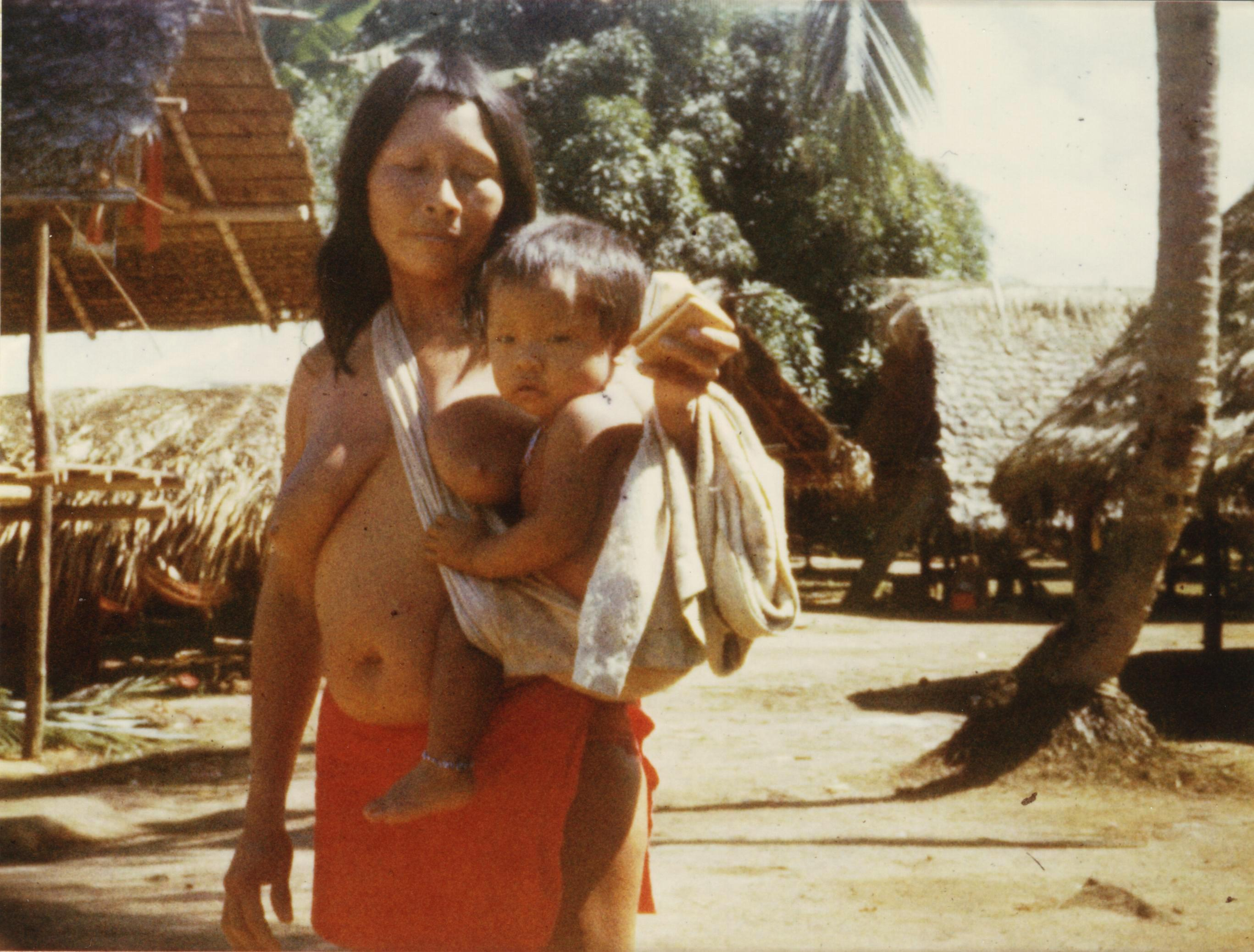
Kobieta z Gujany Francuskiej nosząca dziecko

Noszenie niemowlęcia (ang. babywearing) – praktyka noszenia niemowlęcia w chustach lub nosidełkach z tkaniny. Powoduje to wzajemną dotykową stymulację między matką a dzieckiem i zwiększa dostęp niemowlęcia do piersi.